# Grävenitz (Bismark)
Grävenitz gehört zur Ortschaft Schorstedt und ist ein Ortsteil der Stadt Bismark (Altmark) im Landkreis Stendal in Sachsen-Anhalt (Deutschland).

## Geographie
Grävenitz, ein Straßendorf mit Kirche, liegt 10 Kilometer nordöstlich der Stadt Bismark (Altmark) auf halbem Weg zwischen Bismark und Osterburg in der Altmark.
Bis 1994 war die Gemarkung Grävenitz der nördlichste Zipfel des Kreises Stendal, im Westen, Norden und Osten begrenzt vom Kreis Osterburg. Der Kleine Markgraben bildet die Gemarkungsgrenze im Süden und Westen.
Nachbarorte sind Wollenrade im Nordwesten, Flessau im Norden, Klein Ballerstedt und Ballerstedt im Nordosten, Rochau und Schartau im Südosten und Schorstedt im Südwesten.

## Geschichte

### Mittelalter bis Neuzeit
Der Ort wurde erstmals 1278 als Greveniz oder Greuenitz erwähnt, als die Markgrafen Johann, Otto und Konrad dem Kloster Neuendorf Eigentum an einigen Dörfern überließen. Im Jahre 1330 wird das Dorf Greueniz in einer Schenkung des Ritters Konrad von Osterburg an das Kloster Neuendorf erwähnt. Im Landbuch der Mark Brandenburg von 1375 ist das Dorf als Greuenitze mit 21 oder 41 Hufen aufgeführt, je nach Lesart. Weitere Nennungen sind 1420 Greuenisse, 1541 Grefenitz, 1687 Grevenitz und 1804 Grävenitz. Der Ort war der Stammsitz des Adelsgeschlechts von Graevenitz.
Nördlich des Dorfes am Weg nach Wollenrade stand ab 1844 bis ins 20. Jahrhundert eine Windmühle. In der Nähe davon, 600 Meter nördlich des Dorfes, links vom Weg nach Flessau, liegt das Ackerstück „der alte Kirchhof“. Wilhelm Zahn vermutet, dass hier die ursprünglich wendische Ansiedlung gelegen haben könnte.
Bei der Bodenreform wurden 1945 ermittelt: eine Besitzung über 100 Hektar hatte 157 Hektar, 15 Besitzungen unter 100 Hektar hatten zusammen 307, eine Kirchenbesitzung hatte 3 Hektar Land. Enteignet wurden 157 Hektar und auf 23 Siedler aufgeteilt. Im Jahre 1954 entstand die erste Landwirtschaftliche Produktionsgenossenschaft vom Typ III, die LPG „IV. Parteitag“.

### Herkunft des Ortsnamens
Heinrich Sültmann erkennt in den Namen 1278 grevenitz, 1375 grevenitze, 1420 grevenisse, 1472 grevenitz das slawische Wort „grib“ für „Pilz“ oder den Eigennamen „Grip“ und übersetzt zu „Grevensdorf“.
Aleksander Brückner führt den Namen auf die altslawischen Wörter „grebenь“ für „Kamm“ oder „gřyb“ für „Pilz“ zurück.

### Andere Erwähnungen
Einige Autoren führen eine Ersterwähnung von 1287 grevenetz oder greunitz und eine Entstehung des Ortes vermutlich in der dritten slawischen Siedlungsperiode zwischen dem Jahre 800 und 1000 an. Als Lehnsherren werden genannt eine Familie derer von Rinow im Jahr 1370 und 1390 auch Paul Budita, Hans und Otto Schartau. Der Historiker Peter P. Rohlach geht auf diese Angaben nicht ein.

### Eingemeindungen
Ursprünglich gehörte das Dorf zum Stendalischen Kreis der Mark Brandenburg in der Altmark. Zwischen 1807 und 1813 lag der Ort im Kanton Schinne auf dem Territorium des napoleonischen Königreichs Westphalen. Ab 1816 gehörte die Gemeinde zum Landkreis Stendal.
Am 25. Juli 1952 kam Grävenitz zum Kreis Stendal. Am 1. Juli 1973 wurde die Gemeinde Grävenitz durch Eingemeindung in die Gemeinde Schorstedt aufgelöst. Seit dem 1. Januar 2010 gehört der Ortsteil Grävenitz auch zur neu gebildeten Ortschaft Schorstedt der Stadt Bismark (Altmark).

### Einwohnerentwicklung
| Jahr              | 1734 | 1772 | 1790 | 1798 | 1801 | 1818 | 1840 | 1864 | 1871 | 1885 | 1892 | 1895 | 1900 | 1905 |
| Grävenitz         | 82   | 64   | 87   | 79   | 78   | 70   | 94   | 102  | 97   | 108  | 138  | 126  | 138  | 142  |
| Grävenitzer Mühle |      |      |      |      |      |      |      |      | 07   | 03   |      | 06   |      | 08   |

| Jahr | Einwohner |
| ---- | --------- |
| 1910 | [00]160   |
| 1925 | 215       |
| 1939 | 169       |
| 1946 | 235       |
| 1964 | 191       |
| 1971 | 181       |
| 1975 | [00]163   |

| Jahr | Einwohner |
| ---- | --------- |
| 1995 | [00]116   |
| 2000 | [00]105   |
| 2020 | [00]073   |
| 2021 | [00]073   |
| 2022 | [0]072    |
| 2023 | [0]073    |

Quelle, wenn nicht angegeben, bis 1971:

## Religion
Die evangelische Kirchengemeinde Grävenitz, die früher zur Pfarrei Ballerstedt gehörte, wird heute betreut vom Pfarrbereich Osterburg im Kirchenkreis Stendal im Bischofssprengel Magdeburg der Evangelischen Kirche in Mitteldeutschland. Die ältesten überlieferten Kirchenbücher für Grävenitz stammen aus dem Jahre 1694.
Die katholischen Christen gehören zur Pfarrei St. Anna in Stendal im Dekanat Stendal im Bistum Magdeburg.

## Kultur und Sehenswürdigkeiten
- Die evangelische Dorfkirche Grävenitz ist eine Feldsteinkirche aus der zweiten Hälfte des 12. Jahrhunderts.[29]
- Die Kirche steht auf dem Ortsfriedhof.
- Die Villa neben der Kirche steht unter Denkmalschutz.[4]
- Der zweiflügelige geschnitzte Klappaltar aus der Dorfkirche Grävenitz befindet sich im Altmärkischen Museum in Stendal. Er entstand um 1500 und zeigt in der Mitte eine Mondsichelmadonna, Anna selbdritt und Magdalena.[16]

## Sagen aus Grävenitz
An der Gemarkungsgrenze zwischen Wollenrade und Grävenitz, nordwestlich des Dorfes gab es früher einen Todleber, also einen Sumpf, in dem Menschen durch Einsinken zu Tode kamen. Dort ging der Helljäger um, wie es ein Bauer im Jahre 1901 Alfred Pohlmann schilderte, der die Sage dazu überlieferte.
Pohlmann überlieferte auch die Sage vom kopflosen Kalb im Grävenitzer Busch. Im „Altmärkischen Sagenschatz“ beschrieb im Jahre 1908 der Lehrer Lehrmann diese Stelle genauer: „Ein spukendes Kalb ohne Kopf zeigt sich nächtlich im Eichenwald zwischen Flessau und Grävenitz“.
Adalbert Kuhn lieferte aus örtlicher mündlicher Überlieferung zwei Sagen, die Hanns H. F. Schmidt im Jahre 1994 nacherzählte.
Ein Mann aus Grävenitz wurde öfter von einem Albtraum heimgesucht. Man sagte, ihn drückt der Mahrt. Er beschloss den Mahrt zu fangen, was ihm kurz gelang, er hatte vier Beine und sah wie ein Marder aus. Zum großen Ärger des Bauern ist er noch öfter zurückgekehrt, es gelang ihm aber nicht, ihn zu fangen.
Oft sieht man lange feurige Streifen des Nachts am Himmel, das ist der Draak oder Drachen, der durch die Luft zieht. Zwei Knechte beobachteten an einem winterlichen Morgen im Hof im Dunkeln eine feurige Masse, die am Schweinetrog schmalzend trank. Nach wenigen Augenblicken erhob sich die Masse und zog durch die Luft davon, ohne einen Schaden angerichtet zu haben.